# Bruno De Cordier
Bruno J. De Cordier (Gent, 1967) is een Belgische universiteitsdocent en documentatieve schrijver. Hij is verbonden aan de vakgroep Conflict- en Ontwikkelingsstudies van de Universiteit Gent. Daarvoor was hij werkzaam in projectbeheer, coördinatie en logistiek voor het ontwikkelingsprogramma UNDP, de humanitaire arm Bureau voor de coördinatie van humanitaire zaken en het voedselprogramma WFP van de Verenigde Naties en verbleef hij lang in verschillende landen van de voormalige USSR en van Zuid-Azië.

## Recente publicaties
- Het onbeloofde land. Een geschiedenis van Centraal-Azië (2012)[dode link]
- Het altruïsme voorbij. De politieke economie van humanitaire hulp (2013)

- International Standard Name Identifier: 0000 0000 3608 0891
- Library of Congress Control Number: n2006004358
- Nationale Bibliotheek van Israël: 987011295882405171
- Nederlandse Thesaurus van Auteursnamen: 279162804
- Virtual International Authority File: 51108414
- WorldCat: E39PBJgd6pHfxFxRWWy4bYwKVC